# Wereldkampioenschappen veldrijden 2014
De wereldkampioenschappen veldrijden 2014 werden gehouden op 1 en 2 februari 2014 in het Nederlandse dorp Hoogerheide. Het evenement werd georganiseerd door de organisatie van de Grote Prijs Adrie van der Poel. Na de wereldkampioenschappen veldrijden 2009 was het de tweede keer dat Hoogerheide gastheer is van het evenement.

## Toewijzing
De editie van 2014 zou aanvankelijk in januari 2012 in Koksijde toegewezen worden aan een van de Franse locaties, Nommay, Liévin of Pontchâteau. Door onduidelijkheid over welke van de drie locaties door de Franse bond gesteund werd, werd de beslissing uitgesteld. Bij de bijeenkomst van de UCI, in juni 2012 in Salzburg was er een heropening voor de kandidatuur. Hoogerheide, dat zich eerst kandidaat had gesteld voor de editie 2015, maar de keuze januari 2014 in Koksijde verloor tegen de kandidatuur van het Tsjechische Tábor, stelde zich kandidaat net als het Italiaanse Trentino naast het Franse Nommay. Hoogerheide kreeg de voorkeur.

## Organisatie
De organisatie was in handen van de organisatie van de Grote Prijs Adrie van der Poel met als voorzitter Jan Prop. Eerder werd door de organisatie ook het wereldkampioenschappen veldrijden 2009 georganiseerd, op een terrein vlak bij het dorpscentrum waar de jaarlijkse Grote Prijs Adri van der Poel wordt georganiseerd.
Sportevenementenbureau Team TOC was betrokken bij de bidfase, het subsidietraject, de eventcommunicatie, de volledige infrastructuur, de TV-productie, kaartverkoop, hospitality, mediazaken en het transport van bezoeker en deelnemers.
De organisatie heeft een bijdrage van € 60.000 ontvangen van de gemeente Woensdrecht.

## Uitslagen

#### Mannen, elite
| Plaats | Renner              | Land             | Tijd     |
| ------ | ------------------- | ---------------- | -------- |
|        | Zdeněk Štybar       | Tsjechië         | 1u05'30" |
| Zilver | Sven Nys            | België           | + 12"    |
| Brons  | Kevin Pauwels       | België           | + 40'    |
| 4.     | Klaas Vantornout    | België           | + 58"    |
| 5.     | Tom Meeusen         | België           | + 1'06"  |
| 6.     | Lars van der Haar   | Nederland        | + 1'21"  |
| 7.     | Rob Peeters         | België           | + 1'42"  |
| 8.     | Francis Mourey      | Frankrijk        | + 1'52"  |
| 9.     | Radomír Šimůnek     | Tsjechië         | + 2'03"  |
| 10.    | Wietse Bosmans      | België           | + 2'10"  |
| 11.    | Philipp Walsleben   | Duitsland        | + 2'26"  |
| 12.    | Corné van Kessel    | Nederland        | + 2'28"  |
| 13.    | Enrico Franzoi      | Italië           | + 2'29"  |
| 14.    | Julien Taramarcaz   | Zwitserland      | z.t.     |
| 15.    | Nicolas Bazin       | Frankrijk        | + 2'42"  |
| 16.    | Thijs van Amerongen | Nederland        | + 2'44"  |
| 17.    | Marcel Wildhaber    | Zwitserland      | + 2'49"  |
| 18.    | Jonathan Page       | Verenigde Staten | + 2'55"  |
| 19.    | Eddy van IJzendoorn | Nederland        | + 3'02"  |
| 20.    | Niels Albert        | België           | + 3'06"  |

#### Mannen, beloften
| Plaats | Renner                 | Land      | Tijd    |
| ------ | ---------------------- | --------- | ------- |
|        | Wout van Aert          | België    | 49'35"  |
| Zilver | Michael Vanthourenhout | België    | + 50"   |
| Brons  | Mathieu van der Poel   | Nederland | + 1'17" |
| 4.     | Laurens Sweeck         | België    | + 1'20" |
| 5.     | Toon Aerts             | België    | + 1'26" |
| 6.     | David van der Poel     | Nederland | + 2'09" |
| 7.     | David Menut            | Frankrijk | + 2'24" |
| 8.     | Tomáš Paprstka         | Tsjechië  | + 2'37" |
| 9.     | Gert-Jan Bosman        | Nederland | + 2'38" |
| 10.    | Gianni Vermeersch      | België    | + 2'45" |

#### Jongens, junioren
| Plaats | Renner            | Land        | Tijd    |
| ------ | ----------------- | ----------- | ------- |
|        | Thijs Aerts       | België      | 45'55"  |
| Zilver | Yannick Peeters   | België      | + 10"   |
| Brons  | Jelle Schuermans  | België      | + 12"   |
| 4.     | Joris Nieuwenhuis | Nederland   | + 13"   |
| 5.     | Kobe Goossens     | België      | + 22"   |
| 6.     | Johan Jacobs      | Zwitserland | + 35"   |
| 7.     | Eli Iserbyt       | België      | + 42"   |
| 8.     | Yan Gras          | Frankrijk   | + 58"   |
| 9.     | Sieben Wouters    | Nederland   | + 1'10" |
| 10.    | Hugo Pigeon       | Frankrijk   | + 1'19" |

#### Vrouwen
| Plaats | Renster               | Land                | Tijd    |
| ------ | --------------------- | ------------------- | ------- |
|        | Marianne Vos          | Nederland           | 39'26"  |
| Zilver | Eva Lechner           | Italië              | + 1'07" |
| Brons  | Helen Wyman           | Verenigd Koninkrijk | + 1'17" |
| 4.     | Sanne Cant            | België              | + 1'20" |
| 5.     | Nikki Harris          | Verenigd Koninkrijk | + 2'33" |
| 6.     | Lucie Chainel-Lefèvre | Frankrijk           | + 2'43" |
| 7.     | Loes Sels             | België              | + 2'47" |
| 8.     | Thalita de Jong       | Nederland           | + 2'52" |
| 9.     | Katherine Compton     | Verenigde Staten    | + 2'58" |
| 10.    | Caroline Mani         | Frankrijk           | z.t.    |

## Medaillespiegel
| Plaats | Land                | Goud | Zilver | Brons | Totaal |
| 1      | België              | 2    | 3      | 2     | 7      |
| 2      | Nederland           | 1    | 0      | 1     | 2      |
| 3      | Tsjechië            | 1    | 0      | 0     | 1      |
| 4      | Italië              | 0    | 1      | 0     | 1      |
| 5      | Verenigd Koninkrijk | 0    | 0      | 1     | 1      |
| Totaal | Totaal              | 4    | 4      | 4     | 12     |